# Банатська військова границя
Банатська військова границя або Банатська країна — частина військової границі Габсбурзької імперії у Банаті, наразі поділена між Сербією та Румунією.

## Географія

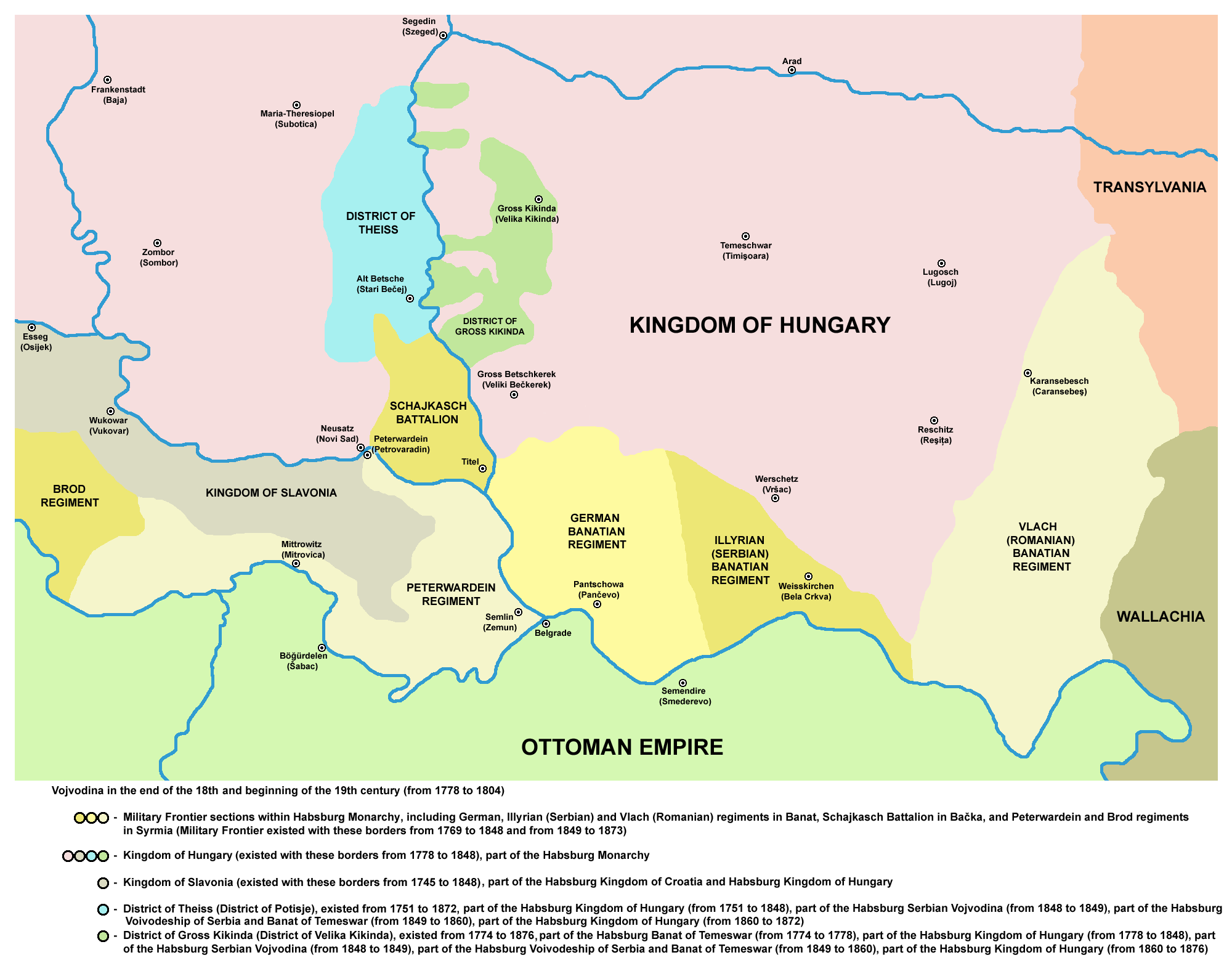
Поділ Банатської Країни у XVIII-XIX століттях

Банатська Крайна мала поділ на сербську (іллірійську), німецьку (Volksdeutscher) і румунську (влахську) частини. Межувала з Сербським князівством на півдні, воєводством Сербія і Тімішоарським Банатом на півночі, Трансільванією і Волощиною на сході, і Славонською військовою границею на заході. Банатська країна також включала південно-східну частину края Бачка, відому як Шайкашка.

## Історія

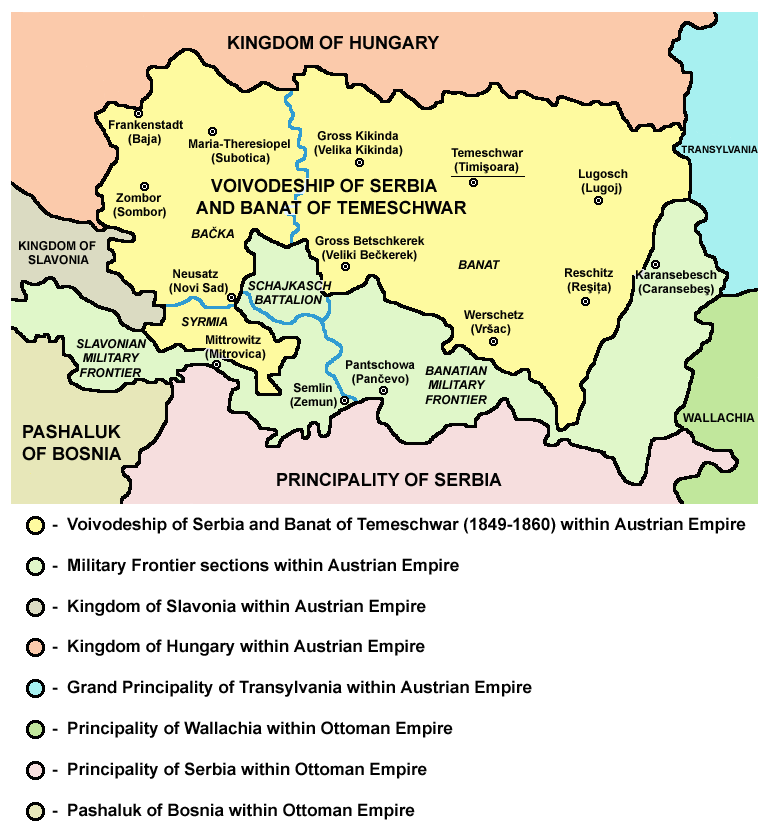
Мапа Банатської Країни у 1849

Військова провінція Габсбурзької імперії Тімішоарський Банат було створено в 1718. У 1751 Марія Терезія ввела цивільну адміністрацію в північній частині провінції. Південна частина — Банатська військова границя або Банатська країна — залишалася частиною військової границі до її скасування в 1871.